# Ramechhap
Ramechhap est une ville du Népal située dans la zone de Janakpur et chef-lieu du district de Ramechhap. Au recensement de 2011, la ville comptait 5 222 habitants.